# Pontocythere glabra
Pontocythere glabra är en kräftdjursart som först beskrevs av Hall 1965.  Pontocythere glabra ingår i släktet Pontocythere och familjen Cushmanideidae. Inga underarter finns listade i Catalogue of Life.